# ベニャト・インチャウスティ
ベニャト・インチャウスティ（Beñat Intxausti、1986年3月20日 - ）は、スペイン・バスク州・ビスカヤ県・アモレビエタ＝エチャノ出身の自転車競技（ロードレース）選手。

## 来歴

### 2007年
- ニコラス・マテオスに加入

### 2008年
- サウニエル・ドゥバル＝スコット（現 ジェオックス・TMC）とプロ契約

### 2009年
- ブエルタ・ア・エスパーニャ初出場、総合60位

### 2010年
- エウスカルテル・エウスカディに移籍

- バスク一周 総合3位

### 2011年
- チーム・モビスターに移籍
- バスク一周 総合4位
- ツール・ド・ロマンディ 総合5位

### 2012年
- ブエルタ・ア・アストゥリアス 総合優勝
- ブエルタ・ア・エスパーニャ 総合10位

### 2013年
- バスク一周 総合8位
- ジロ・デ・イタリア
  - 区間1勝(第16)
  - 総合8位
  -  総合首位（第7)
- ツアー・オブ・北京 総合優勝

### 2016年
- チームスカイに移籍
- ボルタ・ア・ラ・コムニタ・バレンシアナ 総合3位
- 2018年シーズンまで在籍したが、病気の為に在籍した3年間で完走したレースは2016年のボルタ・ア・ラ・コムニタ・バレンシアナを含めてステージレース3レース、ワンデーレース2レースのみ、DNFとなったレースを含めても出走したのは僅か24日だった。

### 2019年
- エウスカディ・バスクカントリー=ムリアスに移籍。同年末に引退した。